# Robert O. Becker
Robert O. Becker (* 31. Mai 1923; † 14. Mai 2008) war ein US-amerikanischer Orthopäde und Spezialist für Elektrotherapie. Er war als Professor am Upstate Medical Center der State University of New York in Syracuse und als Chefarzt der orthopädischen Abteilung des Veterans Administration Hospital in Syracuse tätig.

## Leben
Sein besonderes Interesse galt schwer heilenden Knochenbrüchen. Becker soll es gelungen sein, Knochenbrüche mit künstlich angelegtem elektrischem Strom schneller heilen zu lassen. Später galt sein Interesse der unterschiedlichen Regenerationsfähigkeit von Fröschen und Salamandern. Er griff hierbei auf Voruntersuchungen von Harold Saxton Burr bezüglich der Regenerationsfähigkeit von Salamandern zurück. Becker vertrat die Ansicht man könne auch bei Säugetieren und beim Menschen amputierte Gliedmaßen nachwachsen lassen und wies dies bei Versuchen an Ratten ansatzweise nach.

## Veröffentlichungen
Bücher
- Electromagnetism and Life. State University of New York Press, Albany 1982, ISBN 0-87395-560-9
- The Body Electric. Electromagnetism and the Foundation of Life (zusammen mit Gary Selden). Morrow, New York 1985, ISBN 0-688-06971-1
- Der Funke des Lebens. Heilkraft und Gefahren der Elektrizität. Piper, München 1994, ISBN 3-492-12002-4 (Weitere Ausgabe unter dem Titel: Heilkraft und Gefahren der Elektrizität. Die Chancen der Energiemedizin und die Gefahren des Elektrosmog. Scherz, Bern 1993, ISBN 3-502-19040-2; Originalausgabe: Cross Currents. The Promise of Electromedicine, the Perils of Electropollution. Torcher, Los Angeles 1990, ISBN 0-87477-536-1)

Als Herausgeber
- Mechanisms of Growth Control, edited by Robert O. Becker. Thomas, Springfield 1981, ISBN 0-398-04469-4

Aufsätze
- The electrical response of human skeletal muscle to passive stretch. BECKER RO. Surg Forum. 1960;10:828-31.
- A modified coaxial electrode for electromyography. BECKER RO, CHAMBERLIN JT. Arch Phys Med Rehabil. 1960 Apr;41:149-51.
- The bioelectric field pattern in the salamander and its simulation by an electronic analog. BECKER RO. IRE Trans Med Electron. 1960 Jul;ME-7:202-7.
- The bioelectric factors in amphibian-limb regeneration. BECKER RO. J Bone Joint Surg Am. 1961 Jul;43-A:643-56. No abstract available.
- Search for Evidence of Axial Current Flow in Peripheral Nerves of Salamander. Becker RO. Science. 1961 Jul 14;134(3472):101-2.
- The direct current control system. A link between environment and organism. BECKER RO, BACHMAN CH, FRIEDMAN H. N Y State J Med. 1962 Apr 15;62:1169-76.
- Longitudinal direct-current gradients of spinal nerves. BECKER RO, BACHMAN CH, SLAUGHTER WH. Nature. 1962 Nov 17;196:675-6.
- Relationship of geomagnetic environment to human biology. BECKER RO. N Y State J Med. 1963 Aug 1;63:2215-9.
- Electron paramagnetic resonance in non-irradiated bone. BECKER RO. Nature. 1963 Sep 28;199:1304-5.
- Photoelectric effects in human bone. Becker RO, Brown FM. Nature. 1965 Jun 26;206(991):1325-8.
- Bioelectric effects in tissue. Becker RO, Bachman CH. Clin Orthop Relat Res. 1965 Nov-Dec;43:251-3.
- The control system governing bone growth in response to mechanical stress. Becker RO. J Ark Med Soc. 1966 Mar;62(10):404-6.
- Electron paramagnetic resonance spectra of bone and its major components. Becker RO, Marino AA. Nature. 1966 May 7;210(5036):583-8.
- A method for producing cellular dedifferentiation by means of very small electrical currents. Becker RO, Murray DG. Trans N Y Acad Sci. 1967 Mar;29(5):606-15.
- The electrical control of growth processes. Becker RO. Med Times. 1967 Jun;95(6):657-69.
- The trace elements of human bone. Becker RO, Spadaro JA, Berg EW. J Bone Joint Surg Am. 1968 Mar;50(2):326-34
- The electrical control system regulating fracture healing in amphibians. Becker RO, Murray DG. Clin Orthop Relat Res. 1970 Nov-Dec;73:169-98
- Stimulation of partial limb regeneration in rats. Becker RO. Nature. 1972 Jan 14;235(5333):109-11.
- Augmentation of regenerative healing in man. A possible alternative to prosthetic implantation. Becker RO. Clin Orthop Relat Res. 1972 Mar-Apr;83:255-62.
- R. O. Becker, J. A. Spadaro: Electrical stimulation of partial limb regeneration in mammals. In: Bulletin of the New York Academy of Medicine. Band 48, Nummer 4, Mai 1972, S. 627–641, PMID 4503923, PMC 1806700 (freier Volltext).
- The basic biological data transmission and control system influenced by electrical forces. Becker RO. Ann N Y Acad Sci. 1974;238:236-41
- Panel discussion: The role of electrical potential at the cellular level in growth and development. Becker RO, Cone CD, Jaffe LF, Parsegian VA, Pohl HA, Weiss L. Ann N Y Acad Sci. 1974;238:451-6
- Regeneration of the ventricular myocardium in amphibians. Becker RO, Chapin S, Sherry R. Nature. 1974 Mar 8;248(444):145-7.
- The current status of electrically stimulated bone growth. Becker RO. ONA J. 1975 Feb;2(2):35-6
- Clinical experiences with low intensity direct current stimulation of bone growth. Becker RO, Spadaro JA, Marino AA. Clin Orthop Relat Res. 1977 May;(124):75-83.
- Treatment of orthopaedic infections with electrically generated silver ions. A preliminary report. Becker RO, Spadaro JA. J Bone Joint Surg Am. 1978 Oct;60(7):871-81.
- Electrical osteogenesis--pro and con. Becker RO. Calcif Tissue Res. 1978 Dec 8;26(2):93-7.
- The significance of electrically stimulated osteogenesis: more questions than answers. Becker RO. Clin Orthop Relat Res. 1979 Jun;(141):266-74.
- Electrostimulation and undetected malignant tumors. Becker RO, Esper C. Clin Orthop Relat Res. 1981 Nov-Dec;(161):336-9
- Electromagnetism and the revolution in medicine. Becker RO. Acupunct Electrother Res. 1987;12(1):75-9.
- Silver ions in the treatment of local infections. Becker RO. Met Based Drugs. 1999;6(4-5):311-4.
- Induced dedifferentiation: a possible alternative to embryonic stem cell transplants. Becker RO. NeuroRehabilitation. 2002;17(1):23-31.
- Exploring new horizons in electromedicine. Becker RO. J Altern Complement Med. 2004 Feb;10(1):17-8.